# Project Dark Gene
Проект "Темный Ген" (англ. "The Dark Gene") был воздушно-разведывательной программой ЦРУ и Императорских Воздушных Сил Ирана, ведомой с авиабаз внутри Ирана против Советского Союза. Проект велся в связке с Проектом Ibex, более традиционной разведывательной миссией. Первые операции начались в 1960-х при поддержке бывшего шаха Ирана. Специальные самолеты, авиабазы и персонал из США были расположены во многих местах Ирана и регулярно летали через границу СССР в поисках потенциальных дыр в системе ПВО. Назначением программы было тестирование эффективности советской системы ПВО. Программа привела к одной подтвержденной потере, а также, возможно, их большему числу с обеих сторон.

## Детали операции и предыстория
Прямая конфронтация между СССР и США происходила и назревала в послевоенный период. Обычно она выражалась в прокси-войнах, в которых стороны использовали деньги, технику и своих советников для подготовки соответствующих специалистов из прокси-стран. После Корейской войны США провели серию разведывательных полетов над СССР, часть которых была успешна, часть - нет, как, например, инцидент с U-2 над Свердловском в 1960 году. Для получения большей развединформации ЦРУ были необходимы более изощренные методы, так как системы ПВО СССР совершенствовались.
Шах Ирана, пришедший к власти с помощью ЦРУ, был дружественно настроен к США, и предложил проспонсировать разведпрограмму против Советского Союза как часть Холодной войны. Шах боялся расширяющегося влияния СССР, в частности из-за его дружеских отношений с соседним Ираком. ЦРУ, Rockwell International и иранский бизнесмен Albert Hakim (позже замешанный в скандале Иран Контрас) заплатили взятки важным членам правительства шаха и минобороны Ирана, чтобы получить финансирование.
Согласно нотам посольства США, шах и Иран были очень важны для США из-за близких отношений между правительствами и из-за того, что Иран граничит с СССР. В ответ на запрос шаха ускорить поставки оружия Посольство США писало: "При принятии решения нельзя упустить из внимания или принизить важность Ирана для жизненных интересов США". Посольство советовало даже приоритизировать поставку самолетов Ирану перед поставками европейским союзникам и даже Военно-Воздушным Силам США из-за необходимости усилить отношения с Ираном и важности данной проблемы.
Операция "Темный ген" и операция Ibex были двумя путями, которыми иранцы могли помочь, благодаря своему стратегическому положению между СССР и Персидским заливом. Глубокие долины Ирана давали программам важное преимущество перед советскими системами ПВО, которые не могли их прослушивать. В начале иранскими самолетами управляли американские пилоты, но со временем были подключены иранские летчики.
В какой-то момент операции, из-за риска быть сбитыми над территорией СССР, было придумано оправдание тому, почему американские пилоты управляют иранскими военными самолетами над чужой территорией. Летчики должны были говорить, что пилоты ВВС США тренируют пилотов ВВС Ирана на новых самолетах и что они заблудились.
В продолжение операции США поставляло Ирану все более совершенные самолеты и оборудование, часто не поставляемое больше никому, как например истребители F-14. Обе операции закончились с приходом Иранской Революции.

## Потери
Около 4 самолетов, задействованных в проекте, могло быть потеряно в результате перехвата советскими истребителями. Два неподтвержденных случая - это сбитые RF-5A, управлявшиеся американскими пилотами, и один подтвержденный случай сбитого RF-5B с иранским летчиком.

### Подробный инцидент
Один из инцидентов, связанных с этим проектом, произошел 28 ноября 1973 года. Иранский RF-4C, который пилотировали майор ВВС Ирана Шокуния и полковник ВВС США Джон Сандерс, нарушил границу СССР в районе Муганской долины в Азербайджане, на перехват вылетел советский МиГ-21СМ, пилотировавшийся капитаном ВВС СССР Геннадием Елисеевым. Две ракеты МИГа не попали в цель, а пушку самолета заклинило. С земли пришел приказ таранить нарушителя, что Елисеев и сделал. . Елисеев погиб, а пилоты иранского самолёта катапультировались и были задержаны советской пограничной охраной. Это был первый случай тарана на сверхзвуковых самолетах. Геннадию Елисееву посмертно было присвоено звание Героя Советского Союза.

### Похожие случаи
В 1978 году 4 иранских вертолета Чинук влетели на территорию СССР под видом тренировки. Один из них был поврежден, второй сбит советским МИГ-23.

## Оборудование
Авиабазы, задействованные в операции, управлялись совместно ЦРУ и ВВС Ирана и были защищены минными полями и ограждениями. Как часть операции IBEX, на них располагались 5 специально выделенных подразделений для слежения за эфиром в СССР. Их связь с внешним миром контролировалась лишь самолетами de Havilland Canada DHC-4. Специальное оборудование было поставлено Rockwell International и оплачено шахом Ирана.
Большинство самолетов имели на борту специализированные системы разведки на борту. Боинги 707, например, имели на борту 13 человек экипажа работавшими только за системами слежения. Также широко использовались узкополосные ресиверы.